# Дімпл Кападія
Дімпл Чунібхай Кападія (англ. Dimple Chunnibhai Kapadia; нар. 8 червня 1957 року) — індійська акторка. Отримала широку популярність як виконавиця ролі Боббі в однойменному фільмі, знятому в 1973 році. Лауреатка Національної кінопремії, Filmfare Award за кращу жіночу роль.

## Біографія
Дімпл Кападія народилася в заможній родині. Батько — бізнесмен Чунібхай Кападія, мати — Бетті. Кар'єру розпочала в юному віці. В 1973 році, коли їй було всього 16, Радж Капур запросив її на головну роль у своєму фільмі «Боббі», де її партнером по фільму став Ріші Капур. Фільм мав грандіозний успіх не тільки в Індії, але і за кордоном. У СРСР в прокаті він з'явився в 1975 році і його подивилося 62,6 мільйонів людей, що зробило його шостим за відвідуваністю серед закордонних фільмів за всю історію радянського кінопрокату. За роботу в цьому фільмі Дімпл отримала Filmfare Award за кращу жіночу роль. 
Однак попри те, що стрічка відразу зробила Дімпл зіркою, вона залишила кінематограф і в 1973 році вступила в шлюб з кіноактором Раджешем Кханною. Народила двох дочок — Твінкл та Рінке, які теж стали акторками.
Після розлучення у 1984 році Дімпл повернулася в кіно. У 1985 році знову знялася з Ріші Капуром у фільмі «Море любові». За цей фільм вона отримала Filmfare Award вдруге. Надалі знялася в радянсько-індійській стрічці «Чорний принц Аджуба» (1991). У 2005 році ще раз зіграла з Ріші Капуром — «На віражі любові». Останнім часом Дімпл виконує зрілі ролі матері або бабусі.

## Фільмографія
| Рік  |   | Українська назва                | Оригінальна назва         | Роль                    |
| ---- | - | ------------------------------- | ------------------------- | ----------------------- |
| 1973 | ф | Боббі                           | Bobby                     | Боббі                   |
| 1984 | ф | Слідуючи за долею               | Manzil Manzil             | Сіма Мальхотра          |
| 1985 | ф | Арджун                          | Arjun                     | Гіта Сахані             |
| 1985 | ф | Море кохання                    | Saagar                    | Мона Де Сільва          |
| 1985 | ф | Віра                            | Aitbaar                   | Неха Кханна             |
| 1986 | ф | Сміливець                       | Janbaaz                   | Решма Рай               |
| 1986 | ф | врятованих богом                | Allah-Rakha               | Джулі Кхера             |
| 1986 | ф | Вікрам                          | Vikram                    | Принцеса Інімаасі       |
| 1987 | ф |                                 | Insaaf                    | Сонія / Доктор Саріта   |
| 1987 | ф | Якби                            | Kaash                     | Пуджа                   |
| 1988 | ф | Захоплення                      | Kabzaa                    | Доктор Сміта            |
| 1988 | ф | Месники                         | Mahaveera                 | Доллі                   |
| 1988 | ф | Ціна справедливості             | Zakhmi Aurat              | Кіран Датт              |
| 1988 | ф | Двадцать лет спустя             | Bees Saal Baad            | Ніша                    |
| 1988 | ф | Змова                           | Saazish                   | Міна                    |
| 1988 | ф | Останній суд                    | Aakhri Adaalat            | Ріма Капур              |
| 1988 | ф | Розплата за гріхи               | Gunahon Ka Faisla         | Шанну / Дурга           |
| 1989 | ф | Розділ                          | Batwara                   | Джина                   |
| 1989 | ф | Битва                           | Ladaai                    | Бітту                   |
| 1989 | ф | Жертва в ім'я любові            | Pyar Ke Naam Qurbaan      | Раджкумарі Девіка Сінгх |
| 1989 | ф | Рам і Лакхан                    | Ram Lakhan                | Гіта Кашьяп             |
| 1990 | ф |                                 | Lekin ...                 | Рева                    |
| 1990 | ф | Чорний принц Аджуба             | Ajooba                    | Рукшана Хан             |
| 1990 | ф | Вогненна куля                   | Aag Ka Gola               | Аарті                   |
| 1991 | ф | Ворог божества                  | Dushman Devta             | Гаурі                   |
| 1991 | ф | Нарасімха                       | Narasimha                 | Аніта Растогі           |
| 1991 | ф | Доля солдата                    | Prahaar: The Final Attack | Кіран                   |
| 1992 | ф | З Танцівниця Кабаре             | Dil Aashna Hai            | Барха                   |
| 1993 | ф | плакальниць                     | Rudaali                   | Шанічалі                |
| 1994 | ф |                                 | Krantiveer                | Мегха Діксіт            |
| 1994 | ф | Безвихідь                       | Antareen                  | Жінка                   |
| 1997 | ф | Вогняний круг                   | Agnichakra                | Рані                    |
| 1997 | ф | Ангел смерті                    | Mrityudaata               | Місіс Джанкф Гхаял      |
| 1999 | ф | Я без розуму від тебе           | Hum Tum Pe Marte Hain     | Девьяні                 |
| 2001 | ф | Люблячі серця                   | Dil Chahta Hai            | Тара Джайсвал           |
| 2002 | ф | Дивна любов                     | Leela                     | Ліла                    |
| 2004 | ф | Довгоочікуваний                 | Hum Kaun Hai?             | Сандра Вілльямс         |
| 2005 | ф | На віражі любові                | Pyaar Mein Twist          | Шитал Арья              |
| 2005 | ф | Таємні наміри                   | Being Cyrus               | Кеті Сетна              |
| 2006 | ф | Бенарес: місто розбитих сердець | Banaras                   | Гаятрі                  |
| 2008 | ф | Вечная любовь                   | Phir Kabhi                | Ганга                   |
| 2009 | ф | Шанс на удачу                   | Luck by Chance            | Ніна Валія              |
| 2010 | ф | Давай зустрінемося швидше       | Tum Milo Toh Sahi         | Делшад Нанджі           |
| 2010 | ф | Безстрашний                     | Dabangg                   | Найні Пандей            |
| 2011 | ф | Куди приводять мрії             | Patiala House             | Місіс Кахлон            |
| 2012 | ф | Коктейль                        | Cocktai                   | Кавіта Капур            |
| 2013 | ф | Що за риба                      | What the Fish             | Судхра Мішра            |
| 2014 | ф |                                 | Gollu aur Pappu           | Судхра Мішра            |
| 2014 | ф | Біс в ребро                     | The Shaukeens             | камео                   |
| 2014 | ф | У пошуках Фанні                 | Finding Fanny             | Розаліна                |
| 2015 | ф |                                 | Welcome Back              | Манія Рані              |
| 2020 | ф | Тенет                           | Tenet                     | Прія                    |

## Нагороди та номінації
- 1974 — Filmfare Award за кращу жіночу роль — «Боббі»
- 1986 — Filmfare Award за кращу жіночу роль — «Море любові»
- 1991 — Нагорода асоціації бенгальських кіножурналістів за кращу жіночу роль — «Drishti»
- 1992 — Номінована Filmfare Award за кращу жіночу роль — «Lekin…»
- 1993 — Національна кінопремія за кращу жіночу роль — «Плакальниця»[1]
- 1994 — Filmfare Award за кращу жіночу роль на думку критиків — «Плакальниця»
- 1994 — Номінована Filmfare Award за кращу жіночу роль — «Плакальниця»
- 1994 — Номінована Filmfare Award за кращу жіночу роль другого плану — «Gardish»
- 1995 — Filmfare Award за кращу жіночу роль другого плану — «Krantiveer»
- 2010 — Номінована Filmfare Award за кращу жіночу роль другого плану — «Шанс на успіх»[2]
- 2015 — Номінована Filmfare Award за кращу жіночу роль другого плану — «У пошуках Фенні»[3]